# Juárez (Coahuila)
Juárez es una localidad del estado mexicano de Coahuila. Es la cabecera del municipio de Juárez.

## Toponimia
El nombre de la localidad rinde homenaje a Benito Juárez, presidente de México durante la Guerra de Reforma.

## Demografía
| Gráfica de evolución demográfica |
|                                  |

| Censo | Población |
| ----- | --------- |
| 1900  | 1 412     |
| 1910  | 1 063     |
| 1921  | 799       |
| 1930  | 903       |
| 1940  | 1 024     |
| 1950  | 1 152     |
| 1960  | 844       |
| 1970  | 731       |
| 1980  | 739       |
| 1990  | 771       |
| 2000  | 814       |
| 2010  | 890       |
| 2020  | 929       |